# Запошљавање инвалида
Запошљавање инвалида је скуп мера, предвиђених законом или на други начин у складу са националном праксом, које воде унапређивању могућности запошљавања инвалида на тржишту рада, како би ове особе по својим прaвима биле изједначене са осталим радницима. Као посебна афирмативнеа мера она је саставни део спречавања дискриминације инвалида рада у односу на остале раднике на тржишту рада, посебно за време трајања запослености, по основу њихове инвалидности, у погледу свих услова рада као и зараде, ако је њихов рад исте вредности као и рад осталих радника.

## Документи и препоруке које регулишу запошљавање инвалида
Међу документе и препоруке које регулишу ову област спадају:
- регрутовање инвалида и разговор са њима у погледу изналажења могућности за запошљавање;
- вођење евиденције о броју инвалида, њиховој квалификационој структури, врсти инвалидности;
- подстицање послодаваца да запошљавају инвалиде, обавештавају надлежне службе о могућностима њиховог запошљавања;
- контактирање и разговор са послодавцима у смислу посредовања при запошљавању инвалида.

## Контролни механизми
Како би се све препоруке и прописи из појединих докумената у пракси реализовали неопходно је предвидети и контролне механизме у националној политици запошљавања и прописима, у смислу провере да ли се одговорни партнери, у спровођењу ове политике, придржавају наведених мера.

## Смернице за запошљавање особа са инвалидитетом
Запошљавање особа са инвалида и очување њиховог запослења, је битно за повећавање могућности запослења и очувања запослења, и у том смислу обухвата:
- отварање одговарајућих радних места за запошљавање особа са инвалидитетом у посебним установама или код послодаваца,
- запошљавати једног дела инвалида, уз избегавати отпуштања здравих радника,
- обезбеђивање инвалидима неких посебних запослења,
- стимулисање оснивања задруга чији су запослени особе са инвалидитетом
- стимулисање послодавце, укључујући и финансијске стимулације код запошљавања инвалида (кроз нпр повећања премија за осигурање и новчаних накнада) у случају повреде на раду и професионалне болести),
- мере подстицања послодаваца којима би се омогућио премештај радника са једног на друго одговарајуће радно место, у случају умањења њихових радних способности.

## Обавезе послодаваца у Србији
Према одредби члана 24. Закона о запошљавању особа са инвалидитетом у Решпублици Србији: 
Послодавац који има мање од 20 запослених нема обавезе запошљавања особа са инвалидитетом, послодавац који има од 20 до 49 запослених дужан је да запосли, односно да има у радном односу најмање једну особу са инвалидитетом, послодавац који има 50 и више запослених дужан је у радном односу у односу на најмање две особе са инвалидитетом, а на сваких даљњих започетих 50 запослених још по једну.
| Укупан број запослених (укључујући и особе са инвалидитетом) | Обавезан број запослених особа са инвалидитетом |
| ------------------------------------------------------------ | ----------------------------------------------- |
| 1 до 19                                                      | 0                                               |
| 20 - 49                                                      | 1                                               |
| 50 - 99                                                      | 2                                               |
| 100 - 149                                                    | 3                                               |
| на сваких даљих започетих 50                                 | још по 1                                        |
| 500 — 549                                                    | 11                                              |